# Giovanni Dini
Giovanni Dini (Livorno, 22 settembre 1926) è un ex calciatore italiano.

## Carriera
Con il Livorno ha giocato in Serie A nella stagione 1948-1949.